# Tityus maranhensis
Espèce
Tityus maranhensis est une espèce de scorpions de la famille des Buthidae.

## Distribution
Cette espèce est endémique du Maranhão au Brésil. Elle se rencontre vers Caxias.

## Description
Le mâle holotype mesure 33,5 mm et la femelle paratype 27,1 mm.

## Étymologie
Son nom d'espèce, composé de maranh[ao] et du suffixe latin -ensis, « qui vit dans, qui habite », lui a été donné en référence au lieu de sa découverte, le Maranhão.

## Publication originale
- Lourenço, de Jesus Júnior & Limeira-de-Oliveira, 2006 : « A new species of Tityus C.L. Koch, 1836 (Scorpiones, Buthidae) from the State of Maranhao in Brazil. » Boletin de la Sociedad Entomológica Aragonesa, no 38, p. 117-120 (texte intégral).